# شزندرة ثنائية اللون
شزندرة ثنائية اللون (الاسم العلمي:Schisandra bicolor) هي نوع من النباتات يتبع جنس الشزندرة من الفصيلة الشزندرية.